# هاميش روبرتسون
هاميش روبرتسون (بالإنجليزية: Hamish Robertson)‏ هو فيزيائي كندي، ولد في 3 أكتوبر 1943 في أوتاوا في كندا.